# Sztylet (film 1999)
Sztylet (serb. Нож albo Nož) – serbski film propagandowy z 1999 roku w reżyserii Miroslava Lekicia. Opowiada historię Iliji, Serba porwanego i wychowanego przez muzułmanów, który w dorosłym życiu odnajduje swoją prawdziwą tożsamość. Film ten propaguje nienawiść na tle etnicznym.  

## Produkcja i dystrybucja
Reżyserem filmu jest Miroslav Lekić. Scenariusz to filmowa adaptacja powieści Vuka Draškovicia o tym samym tytule. Pracowali nad nim Igor Bojović, Miroslav Lekić i Slobodan Stojanović. Za produkcję odpowiadała firma Monte Royal Pictures International, producentem był zaś Bojan Maljević. Muzykę skomponowali Toma Babović i Aleksandar Milić. Za zdjęcia odpowiadał Predrag Todorović, za scenografię Veljko Despotović, za kostiumy Ljiljana Petrović, zaś całość montował Branislav Milošević. Film trwa 135 minut. Miał on swoją premierę w 1999 roku w Federalnej Republice Jugosławii. W ciągu pierwszych czterech dni obejrzało go około 100 tys. osób, ogólnie zaś w kinach na terenie Serbii widziało go 627 tys. osób. W chwili powstania „Sztylet” był najdroższą serbska produkcją filmową.

## Obsada
- Žarko Laušević – Alija Osmanović / Ilija Jugović
- Bojana Maljević – Milica Janković
- Aleksandar Bercek – Halil Sikter Efendija
- Ljiljana Blagojević – Rabija Osmanović
- Petar Bozović – Sabahudin Aga / Atifaga Tanović
- Velimir Bata Živojinović – Nicifor Jugović
- Nikola Kojo – Milan Vilenjak
- Cvijeta Mesić – ciotka Milicy

## Fabuła
Ilija, najmłodszy syn prawosławnej rodziny Jugoviciów, zostaje w czasie II wojny światowej porwany przez Osmanoviciów wyznających islam. Gdy Serbowie przeprowadzają kontrnatarcie, zabierają nieświadomie inne, bośniackie dziecko rodziny porywaczy. Bohater wychowywany jest więc dalej w bośniackiej rodzinie pod imieniem Alija, nieświadomy swej narodowości. Już jako dorosły mężczyzna zakochuje się w poznanej w Sarajewie Milicy. Jest ona jednak Serbką i różnice etniczne, jak i niechęć przybranej matki do wybranki syna powodują rozpad związku. Punktem zwrotnym historii jest moment, w którym Alija dowiaduje się o swym pochodzeniu oraz poznaje wspólną historię wrogich rodzin. Podczas wojny w Bośni i Hercegowinie odnajduje swojego zaginionego brata, który stał się zaciekłym wrogiem muzułmanów. Udaje mu się przekonać go, że jego dotychczasowe mniemanie o swym pochodzeniu jest mylne. Po wyjaśnieniu prawdy obaj bracia zastanawiają się nad swoją tożsamością.

## Głosy krytyków
A.J. Horton zauważył, że jak na film określany jako melodramat, wątek miłosny bardzo szybko schodzi na daleki plan. 
Film posiada bogaty przekaz propagandowy. Znalazł się w repertuarze sekcji Dyskretny urok propagandy – Bałkany w ogniu w ramach 11. edycji Międzynarodowego Festiwalu Filmowego Watch Docs (2011). Film sugeruje, iż główną ofiarą II wojny światowej na terenie Jugosławii byli Serbowie. Fabuła skupia się na cierpieniach zadanych im przez barbarzyńskich muzułmanów z Bośni, wszelką zaś serbską agresję skierowaną w przeciwną stronę usprawiedliwia jako akcje odwetowe. Muzułmanie przedstawieni są jako zdrajcy – po wojnie oczekujący na atak Turcji i utworzenie islamskiego imperium – ich zbrodnie z lat czterdziestych miały nie doczekać się osądzenia przez komunistyczny reżim. Innym przesłaniem propagandowym filmu było stwierdzenie, że Bośniacy nie są osobnym narodem. Alija dowiaduje się, że rodzina Osmanoviciów to sturczony odłam starszej rodziny Jugoviciów. Są więc Serbami, którzy ulegli wpływom Imperium Osmańskiego. Film usprawiedliwia, a także propaguje nienawiść na tle etnicznym.